# Conocephalus
Conocephalus är ett släkte av insekter som beskrevs av Carl Peter Thunberg 1815. Conocephalus ingår i familjen vårtbitare.
Arterna förekommer främst i Afrika. De har långa antenner och en grönaktig färg medan vingarna är bruna. Äggläggningsröret är långsträckt och liknar en skära i formen. Dessa vårtbitare lever i skogar och savanner och de undviker bergstrakter.
Dessa insekter äter olika växter och fram till 2004 var inte känd vad de är specialiserade på. Släktets medlemmar jagar dessutom andra insekter samt deras larver och ägg. Exemplaren är talrikast i oktober och november och sällsynt i januari. När de äter ris skapar de små hål i fröet.

## Bildgalleri

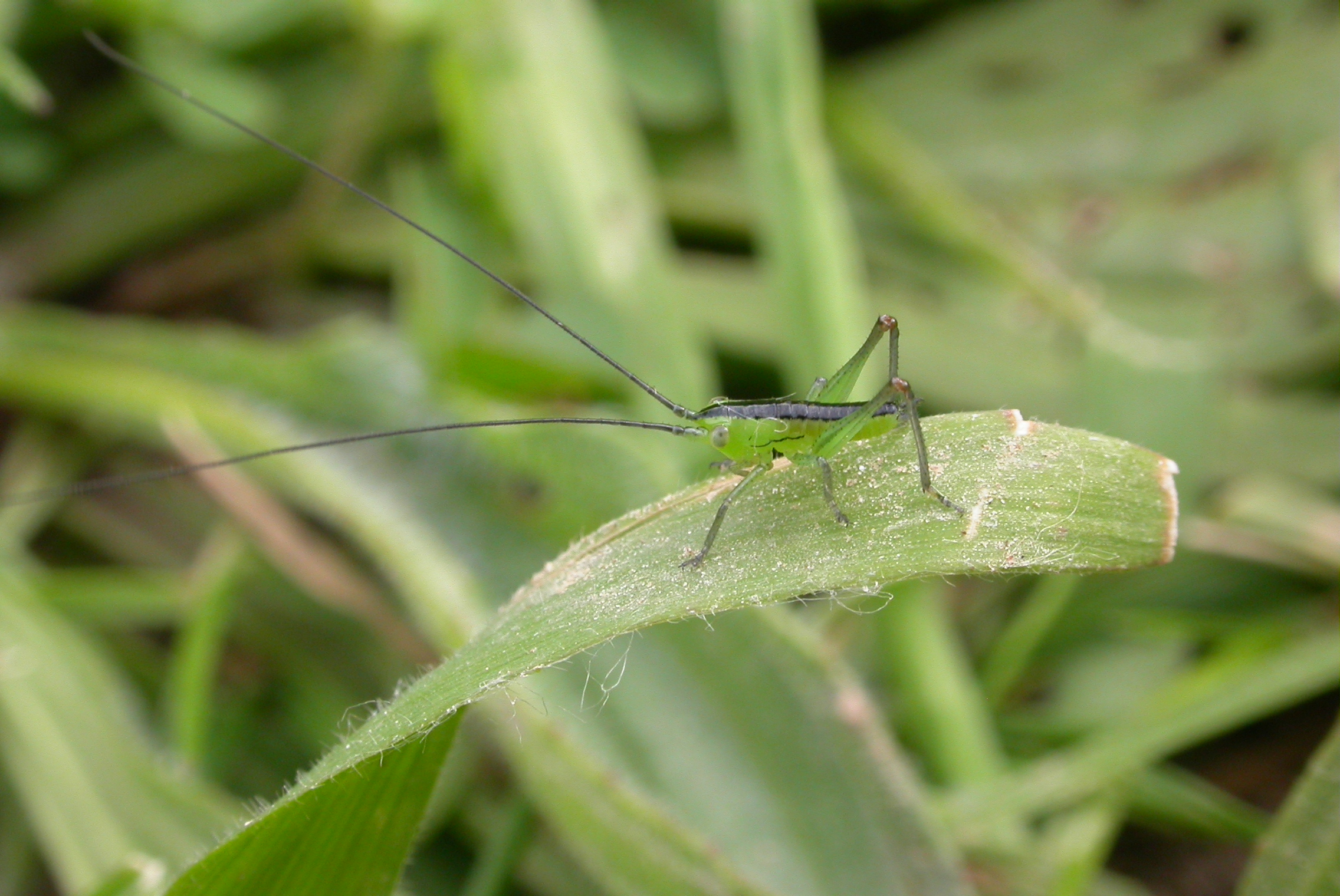
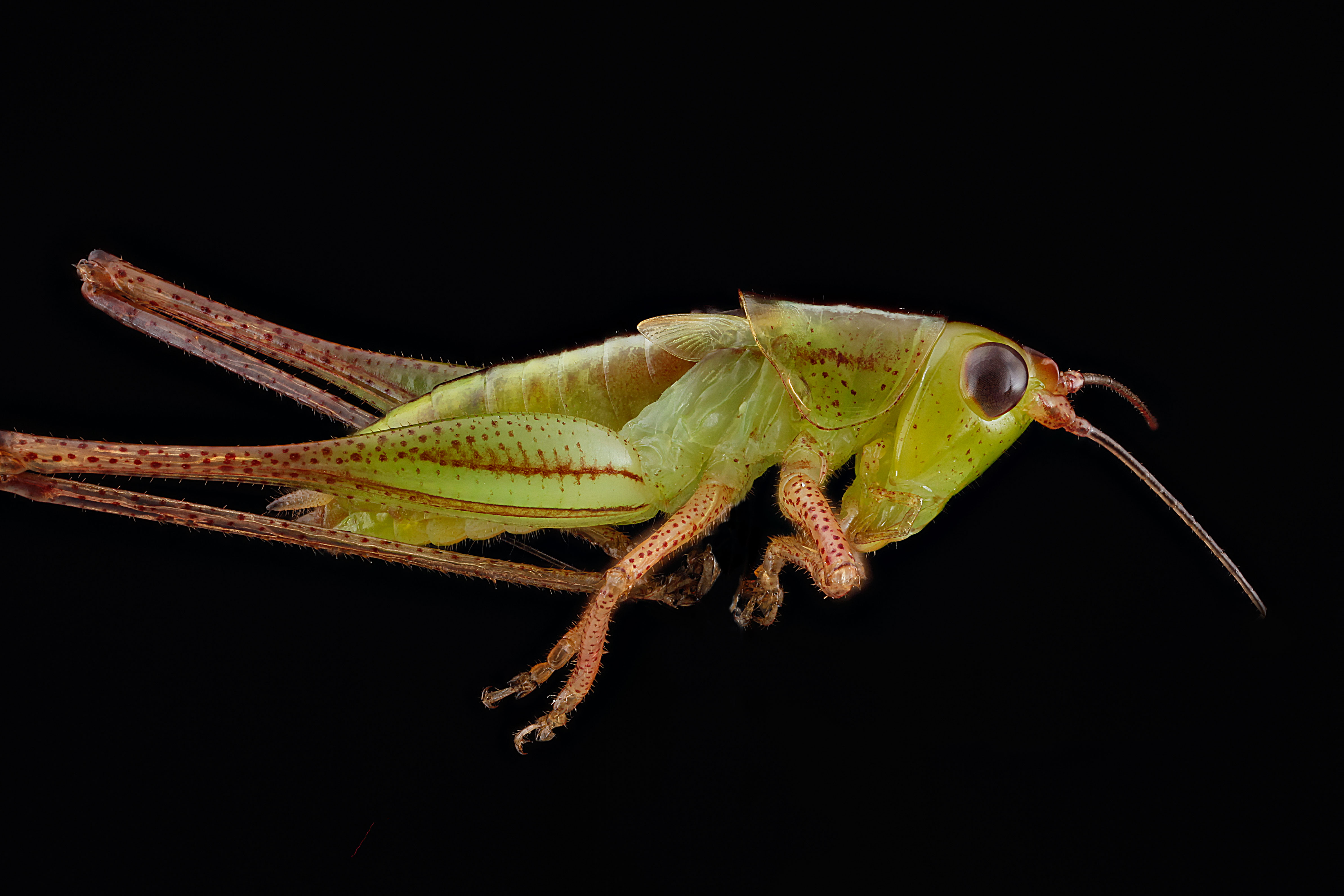

## Arter tillConocephalus, i alfabetisk ordning[1][2]
- Conocephalus aberrans
- Conocephalus abispinatus
- Conocephalus aculeatus
- Conocephalus adustus
- Conocephalus affinis
- Conocephalus africanus
- Conocephalus aigialus
- Conocephalus albescens
- Conocephalus algerinorum
- Conocephalus allardi
- Conocephalus amabilis
- Conocephalus angustifrons
- Conocephalus angustivertex
- Conocephalus arabicus
- Conocephalus armatipes
- Conocephalus attenuatus
- Conocephalus bakeri
- Conocephalus bambusanus
- Conocephalus basutoanus
- Conocephalus bechuanensis
- Conocephalus beybienkoi
- Conocephalus bidens
- Conocephalus bidentatus
- Conocephalus bilineatus
- Conocephalus bispinatus
- Conocephalus bituberculatus
- Conocephalus bivittatus
- Conocephalus borellii
- Conocephalus borneensis
- Conocephalus brevicercus
- Conocephalus brevipennis
- Conocephalus brincki
- Conocephalus burri
- Conocephalus caizanus
- Conocephalus carbonarius
- Conocephalus caudalis
- Conocephalus caudatus
- Conocephalus cercorum
- Conocephalus chavesi
- Conocephalus chinensis
- Conocephalus cinereus
- Conocephalus cognatus
- Conocephalus concolor
- Conocephalus conocephalus
- Conocephalus cyprius
- Conocephalus denticercus
- Conocephalus differentus
- Conocephalus dorsalis
- Conocephalus doryphorus
- Conocephalus dubius
- Conocephalus ebneri
- Conocephalus emeiensis
- Conocephalus equatorialis
- Conocephalus exemptus
- Conocephalus exitiosus
- Conocephalus exsul
- Conocephalus fasciatus
- Conocephalus flavus
- Conocephalus formosus
- Conocephalus fulmeki
- Conocephalus fuscus
- Conocephalus gigantius
- Conocephalus goianus
- Conocephalus gracillimus
- Conocephalus grebenchikovi
- Conocephalus guangdongensis
- Conocephalus guineensis
- Conocephalus halophilus
- Conocephalus hastatus
- Conocephalus hecticus
- Conocephalus honorei
- Conocephalus hygrophilus
- Conocephalus ictus
- Conocephalus inaequalis
- Conocephalus inconspicuum
- Conocephalus infumatus
- Conocephalus insularis
- Conocephalus iriodes
- Conocephalus iris
- Conocephalus japonicus
- Conocephalus javanicus
- Conocephalus kibonotense
- Conocephalus kilimandjaricus
- Conocephalus kisi
- Conocephalus laetus
- Conocephalus leptopterus
- Conocephalus liangi
- Conocephalus liebermanni
- Conocephalus longiceps
- Conocephalus longipennis
- Conocephalus longipes
- Conocephalus lugubris
- Conocephalus maculatus
- Conocephalus magdalenae
- Conocephalus marcelloi
- Conocephalus meadowsae
- Conocephalus melaenoides
- Conocephalus melaenus
- Conocephalus meruense
- Conocephalus nemoralis
- Conocephalus nigropleuroides
- Conocephalus nigropleurum
- Conocephalus obtectus
- Conocephalus occidentalis
- Conocephalus oceanicus
- Conocephalus ochrotelus
- Conocephalus percaudatus
- Conocephalus peringueyi
- Conocephalus phasma
- Conocephalus pictus
- Conocephalus posticus
- Conocephalus punctipennis
- Conocephalus recticaudus
- Conocephalus redtenbacheri
- Conocephalus resacensis
- Conocephalus resinus
- Conocephalus rhodesianus
- Conocephalus saltans
- Conocephalus saltator
- Conocephalus sannio
- Conocephalus semivittatus
- Conocephalus signatus
- Conocephalus sinensis
- Conocephalus sojolensis
- Conocephalus somali
- Conocephalus spartinae
- Conocephalus spinosus
- Conocephalus starmuehlneri
- Conocephalus stictomerus
- Conocephalus stramineus
- Conocephalus striata
- Conocephalus strictoides
- Conocephalus strictus
- Conocephalus sulcifrontis
- Conocephalus tenellus
- Conocephalus tenuis
- Conocephalus tridens
- Conocephalus trifasciatus
- Conocephalus trivittatus
- Conocephalus truncatus
- Conocephalus tumidus
- Conocephalus tumultuosus
- Conocephalus unicolor
- Conocephalus upoluensis
- Conocephalus urcitanus
- Conocephalus vaginatus
- Conocephalus versicolor
- Conocephalus vestitus
- Conocephalus willemsei
- Conocephalus vitticollis
- Conocephalus xiai
- Conocephalus xiphidioides
- Conocephalus yunnanensis